# Wenzel I av Luxemburg
Wenzel I av Luxemburg, född 1337, död 1383, var regerande greve av Luxemburg från 1353 till 1383.